# Đội tuyển bóng đá U-21 quốc gia San Marino
Đội tuyển bóng đá U-21 quốc gia San Marino là đội tuyển bóng đá nam U-21 đại diện cho San Marino tại Giải vô địch bóng đá U-21 châu Âu do Liên đoàn bóng đá San Marino quản lý.

## Thành tích
Đội tham dự vòng loại Giải vô địch bóng đá U21 châu Âu từ năm 1990. Họ không tham dự vòng loại các năm 2000 và 2002. Cho đến vòng loại năm 2015, họ thắng được 2 trận, mà các đối thủ của họ đều bị xử thua. Ở vòng loại năm 2004, họ thua Thụy Điển 6–0 nhưng UEFA sau đó đã xử thắng 3–0 cho San Marino do Thụy Điển dùng các cầu thủ bị treo giò trong đội hình của họ. Ở vòng sơ loại của vòng loại năm 2007, họ thua Armenia 2–1 nhưng UEFA cũng xử thắng 3–0 cho San Marino. Vào tháng 6 năm 2012, họ đã cầm hòa Hy Lạp 0-0 ở vòng loại năm 2013. Vào ngày 6 tháng 9 năm 2013, San Marino đã có chiến thắng đầu tiên với tỷ số 1–0 trước Xứ Wales tại Sân vận động Olimpico trong vòng loại năm 2015. Đây cũng là chiến thắng đầu tiên của bất kỳ đội tuyển quốc gia San Marino nào kể từ chiến thắng 2-1 của đội U-17 trước Andorra vào năm 2002.

## Đội hình
- Đội hình dưới đây được triệu tập cho các trận đấu trong khuôn khổ Vòng loại Giải vô địch bóng đá U-21 Châu Âu 2023.[2]
- Thời gian diễn ra trận đấu: 2 và 7 tháng 6 năm 2022.
- Đối thủ:  Ba Lan và  Israel
- Số liệu thống kê tính đến: 29 tháng 3 năm 2022, sau trận gặp  Latvia.

| Số | VT | Cầu thủ             | Ngày sinh (tuổi)  | Trận | Bàn | Câu lạc bộ         |
| -- | -- | ------------------- | ----------------- | ---- | --- | ------------------ |
|    | TM | Davide Colonna      | 10 tháng 11, 2000 | 0    | 0   | Domagnano          |
|    | TM | Mirco De Angelis    | 3 tháng 3, 2000   | 15   | 0   | San Giovanni       |
|    | TM | Thomas Paolini      | 21 tháng 6, 2002  | 1    | 0   | Virtus             |
|    |    |                     |                   |      |     |                    |
|    | HV | Andrea Contadini    | 18 tháng 2, 2002  | 7    | 0   | Pietracuta         |
|    | HV | Alex De Biagi       | 2 tháng 1, 2000   | 0    | 0   | San Giovanni       |
|    | HV | Giacomo Francioni   | 25 tháng 10, 2000 | 0    | 0   | Folgore            |
|    | HV | Giacomo Matteoni    | 11 tháng 4, 2002  | 7    | 0   | Tropical Coriano   |
|    | HV | Diego Moretti       | 7 tháng 2, 2000   | 15   | 0   | Libertas           |
|    | HV | Simone Nanni        | 3 tháng 8, 2000   | 10   | 0   | Domagnano          |
|    | HV | Stefano Sartini     | 2 tháng 5, 2000   | 0    | 0   | Cosmos             |
|    |    |                     |                   |      |     |                    |
|    | TV | Alberto Baldazzi    | 8 tháng 11, 2001  | 0    | 0   | Juvenes/Dogana     |
|    | TV | Lorenzo Capicchioni | 19 tháng 1, 2002  | 1    | 0   | FYA Riccione       |
|    | TV | Luca Cecchetti      | 3 tháng 7, 2000   | 9    | 0   | Cailungo           |
|    | TV | Elia Ciacci         | 13 tháng 11, 2001 | 11   | 0   | Virtus             |
|    | TV | Lorenzo Lazzari     | 6 tháng 6, 2003   | 0    | 0   | San Marino Academy |
|    | TV | Alex Toccaceli      | 16 tháng 1, 2002  | 5    | 0   | Murata             |
|    | TV | Giacomo Valentini   | 26 tháng 6, 2001  | 3    | 0   | Cosmos             |
|    | TV | Samuele Zannoni     | 29 tháng 4, 2002  | 1    | 0   | Pietracuta         |
|    |    |                     |                   |      |     |                    |
|    | TĐ | Daniele Babboni     | 9 tháng 1, 2000   | 6    | 0   | Murata             |
|    | TĐ | Alessandro Morri    | 12 tháng 6, 2003  | 0    | 0   | Cailungo           |
|    | TĐ | Filippo Pasolini    | 22 tháng 2, 2003  | 3    | 0   | San Marino Academy |
|    | TĐ | Lorenzo Pasquinelli | 18 tháng 11, 2002 | 2    | 0   | Juvenes/Dogana     |